# Ошминское
 Ошминское  — село в Тоншаевском районе Нижегородской области.

## География
Расположено на расстоянии примерно 18 км на восток-юго-восток по прямой от районного центра посёлка Тоншаево.

## История
Первоначальное название (деревня Половинное) произошло от значения половины пути из села Караванное до Тоншаево. Возникло село в XVII—XVIII веке из переселенцев Вятской губернии из-под села Касино. Ошминская Архангельская церковь была построена в 1851 году. С 2004 по 2020 год административный центр Ошминского сельсовета.

## Население
Постоянное население составляло 688 человек (русские 97 %) в 2002 году, 681 в 2010.